# Sveta družina (Donijev Tondo)
Donijev Tondo ali Donijeva Madona je edina končana plošča zrelega Michelangela, ki je ohranjena. (Dve drugi tabelni sliki, ki naj bi bili Michelangelovi, a nedokončani, Pokop in tako imenovana Manchesterska Madonna sta obe v Narodni galeriji v Londonu.) Zdaj v galeriji Uffizi v Firencah v Italiji in še vedno v svojem prvotnem okvirju, je Donijev Tondo verjetno naročil Agnolo Doni v spomin na njegovo poroko z Maddaleno Strozzi, hčerko mogočne toskanske družine. Slika je v obliki tonda, kar v italijanščini pomeni 'okroglo', oblika, ki jo med renesanso pogosto povezujejo z domačimi idejami.
Delo je najverjetneje nastalo v obdobju po Donijevi poroki leta 1503 ali 1504 in preden so se leta 1508 začele slikati stropne freske Sikstinske kapele. Doni Tondo v ospredju prikazuje Sveto družino (otroka Jezusa, Marijo in Jožefa), skupaj z Janezom Krstnikom v sredini, v ozadju pa je pet golih moških figur. Vključitev teh golih figur je bila razlagana na različne načine.

## Opis
Marija je najpomembnejša figura v kompoziciji, ki zavzema večji del slike. Ona sedi neposredno na tleh, brez blazine med seboj in travo. Jožef je na sliki postavljen višje kot Marija, čeprav je to nenavadna lastnost v kompozicijah Svete družine. Marija sedi med njegovimi nogami, kot da jo ščiti, njegove velike noge pa tvorijo nekakšen dejanski prestol. Obstaja nekaj razprav o tem ali Marija prejema otroka od Jožefa ali obratno. Sveti Janez Krstnik, zavetnik Firenc, je zelo pogosto vključen v florentinska dela, ki prikazujejo Madono in otroka. Je v sredini slike, med Sveto družino in ozadjem. Zdi se, da je prizorišče podeželski svet, kjer sveta družina uživa na travi in ločena od radovedne (na videz) nepovezane skupine zadaj ob nizki steni.
Slika je še vedno v svojem prvotnem okviru, na katerega bi Michelangelo morda vplival ali pomagal oblikovati. Okvir je okrasno izrezljan in precej nenavaden za pet glav, ki jih vsebuje in tridimenzionalno štrlijo v prostor. Podobno kot gole osebe v ozadju, je pomen teh glav predmet špekuliranja. Okvir vsebuje tudi rezbarije polmesecev, zvezde, rastlinje in levje glave. Morda so ti simboli sklici na družini Doni in Strozzi, vzeti iz grbov. Kot je prikazano na okvirju, so »lune vezane skupaj s trakovi, ki se prepletajo z levi«, kar se morda nanaša na poroko obeh družin.
Obstaja vodoravni pas, morda stena, ki ločuje prednji del in ozadje. O pomenu in funkciji pet golih figur v ozadju so številne špekulacije in razprave. Ker je veliko bližje nam gledalcem, je Sveta družina veliko večja od golih v ozadju, pripomočka za pomoč iluziji o globokem prostoru v dvodimenzionalni podobi. Za svetim Janezom Krstnikom je polkrožni greben, na katerega so naslonjene gole figure ali na katerem sedijo. Ta polkrog odseva ali zrcali krožno obliko same slike in deluje kot folija v navpično naravo glavne skupine (svete družine). Marija in Jožef gledata v Kristusa, toda nobena gola figura iz ozadja ne gleda direktno vanj. Daljno ozadje vsebuje gorsko pokrajino, upodobljeno v atmosferski perspektivi.

## Tehnika
Verjame se, da je Doni Tondo edina obstoječa slika na plošči, ki jo je Michelangelo naslikal brez pomoči asistentov in o avtorstvu, za razliko od njegove Manchesterske Madone in Pokopa (obe v National Gallery, London), nikoli ni bilo dvoma. Kompozicija svetlih barv predvideva enako uporabo barve na Michelangelovih poznejših freskah stropa Sikstinske kapele. Sklopi draperije so ostro modelirani, modeliranje figur pa je izrazito kiparsko, kar kaže, da so vrezane v marmor. Gole figure v ozadju so mehkejše modelirane in izgledajo kot predhodniki ignudijev, moških golih figur na freskah Sistinskega stropa. Michelangelova tehnika vključuje senčenje od najintenzivnejših barv do svetlejših odtenkov na vrhu, pri čemer uporabljajo temnejše barve kot sence. Michelangelo je z določenim nanosom pigmenta na ozadju ustvaril efekt brez fokusiranja in osredotočil podrobnosti v ospredje. Najbolj žive barve so v Marijinih oblačilih, kar pomeni njen pomen znotraj slike. Marijino mišičnost bi lahko pojasnili z Michelangelovo uporabo moških modelov za ženske figure, kot je bilo to primer za Sikstinsko kapelo.
Michelangelo je uporabil omejeno paleto pigmentov, ki je vsebovala svinčeno belo, azurit, verdigris (zelena) in nekatere druge. Izogibal se je oker in uporabil zelo malo cinober rdeče.

## Vpliv
Na kompozicijo najverjetneje delno vpliva risba za Leonarda da Vincija Marija z otrokom s sv. Ano. Michelangelova Sveta družina tvori tesno ločeno skupino v osrednjem ospredju slike, lik Marije pa tvori značilno renesančno piramido ali trikotnik. Michelangelo je risbo videl leta 1501, ko je v Firencah delal na Davidu.
Donijev Tondo je povezan tudi z Medičejsko Madono Luca Signorellija v galeriji Uffizi. Michelangelo je verjetno vedel za delo in njegove ideje, zato jih je hotel vključiti v svoje delo. Signorellijeva Madona podobno uporablja obliko tondo, v ozadju prikazuje gole moške figure in prikazuje Marijo, ki sedi neposredno na zemlji.
Tri vidike slike lahko pripišemo starinskim kamejam iz oniksa in reliefom iz 15. stoletja iz kroga Donatella, ki so bile na voljo Michelangelu v Palazzo Medici Riccardi: krožna oblika, moškost Marije in postavitev Kristusa otroka. Marijina desna roka zrcali roko satira v kameji, na kameji pa je upodobljen tudi dojenček na ramenih satira, položaj, podoben Kristusu otroku, ki je prenesen čez Marijino desno roko. 
Poleg tega nekateri učenjaki domnevajo, da je Michelangela navdihnila slovita grško-rimska Laokoontova skupina, izkopana leta 1506 v Rimu, dogodek, na katerem naj bi bil Michelangelo prisoten. Pozo gole figure v ozadju se zdi takoj za svetim Jožefom na naši desni, vplivajo zvijajoče se podobe figur, ki jih je kača ujela v Laokoontovi skupini (spet, če bi bilo tako, bi datum Doni Tondo spremenili za nekaj let ).
Poleg tega je vključitev petih štrlečih glav v okvir slik pogosto referenca na podoben motiv, ki ga najdemo na Ghibertijevih Porta del Paradiso, bronastih vratih firenškega krstilnika, ki jih je Michelangelo zelo občudoval.

## Rastlinska simbolika
Rastlina pred Janezom Krstnikom ima oboje, tako ožep kot modri glavinec (Centaurea cyanus), vendar je najverjetneje ožep, ker raste iz stene. Glavinec je Kristusov atribut in simbolizira Nebesa, medtem ko ožep simbolizira Kristusovo ponižnost in krst. V ozadju je citrona, ki predstavlja libanonsko cedro. Michelangelo uporablja ožep in drevo kot vizualno predstavitev citata Rabana Maurusa: »Od libanonske cedre do ožepa, ki raste na kamniti steni, imamo razlago božanstva, ki ga ima Kristus v svojem Očetu in človeštva, ki izhaja iz Device Marije.« Deteljica v ospredju predstavlja Sveto trojico in odrešitev. Rastlina anemona predstavlja Sveto trojico in Kristusov pasijon.